# Anton Maglica
Anton Maglica (Brčko, 11 novembre 1991) è un calciatore croato, attaccante svincolato.

## Carriera

### Club
Ha esordito nel 2009 con l'Osijek.

### Nazionale
Ha giocato nelle nazionali giovanili croate Under-18 ed Under-19.
Nel 2011 viene convocato dalla nazionale Under-20 croata per prendere parte al campionato mondiale di categoria. Successivamente ha anche giocato in Under-21.

## Statistiche

### Cronologia presenze e reti in nazionale
| Cronologia completa delle presenze e delle reti in nazionale ― Croazia under 21 | Cronologia completa delle presenze e delle reti in nazionale ― Croazia under 21 | Cronologia completa delle presenze e delle reti in nazionale ― Croazia under 21 | Cronologia completa delle presenze e delle reti in nazionale ― Croazia under 21 | Cronologia completa delle presenze e delle reti in nazionale ― Croazia under 21 | Cronologia completa delle presenze e delle reti in nazionale ― Croazia under 21 | Cronologia completa delle presenze e delle reti in nazionale ― Croazia under 21 | Cronologia completa delle presenze e delle reti in nazionale ― Croazia under 21 |
| Data                                                                            | Città                                                                           | In casa                                                                         | Risultato                                                                       | Ospiti                                                                          | Competizione                                                                    | Reti                                                                            | Note                                                                            |
| ------------------------------------------------------------------------------- | ------------------------------------------------------------------------------- | ------------------------------------------------------------------------------- | ------------------------------------------------------------------------------- | ------------------------------------------------------------------------------- | ------------------------------------------------------------------------------- | ------------------------------------------------------------------------------- | ------------------------------------------------------------------------------- |
| 2-6-2012                                                                        | Koprivnica                                                                      | Croazia under 21                                                                | 1 – 2                                                                           | Svizzera under 21                                                               | Qual. Europeo Under-21 2013                                                     | -                                                                               | 77’                                                                             |
| 15-8-2012                                                                       | Tbilisi                                                                         | Georgia under 21                                                                | 1 – 1                                                                           | Croazia under 21                                                                | Qual. Europeo Under-21 2013                                                     | -                                                                               | 80’                                                                             |
| Totale                                                                          |                                                                                 | Presenze                                                                        | 2                                                                               |                                                                                 | Reti                                                                            | 0                                                                               |                                                                                 |

| Cronologia completa delle presenze e delle reti in nazionale ― Croazia under 19 | Cronologia completa delle presenze e delle reti in nazionale ― Croazia under 19 | Cronologia completa delle presenze e delle reti in nazionale ― Croazia under 19 | Cronologia completa delle presenze e delle reti in nazionale ― Croazia under 19 | Cronologia completa delle presenze e delle reti in nazionale ― Croazia under 19 | Cronologia completa delle presenze e delle reti in nazionale ― Croazia under 19 | Cronologia completa delle presenze e delle reti in nazionale ― Croazia under 19 | Cronologia completa delle presenze e delle reti in nazionale ― Croazia under 19 |
| Data                                                                            | Città                                                                           | In casa                                                                         | Risultato                                                                       | Ospiti                                                                          | Competizione                                                                    | Reti                                                                            | Note                                                                            |
| ------------------------------------------------------------------------------- | ------------------------------------------------------------------------------- | ------------------------------------------------------------------------------- | ------------------------------------------------------------------------------- | ------------------------------------------------------------------------------- | ------------------------------------------------------------------------------- | ------------------------------------------------------------------------------- | ------------------------------------------------------------------------------- |
| 23-9-2009                                                                       | Marijampolė                                                                     | Croazia under 19                                                                | 3 – 0                                                                           | Estonia under 19                                                                | Qual. Europeo Under-19 2010                                                     | 1                                                                               |                                                                                 |
| 25-9-2009                                                                       | Marijampolė                                                                     | Lituania under 19                                                               | 1 – 2                                                                           | Croazia under 19                                                                | Qual. Europeo Under-19 2010                                                     | -                                                                               |                                                                                 |
| 28-9-2009                                                                       | Marijampolė                                                                     | Svizzera under 19                                                               | 0 – 1                                                                           | Croazia under 19                                                                | Qual. Europeo Under-19 2010                                                     | 1                                                                               | 90+5’                                                                           |
| 19-5-2010                                                                       | Zagabria                                                                        | Belgio under 19                                                                 | 1 – 2                                                                           | Croazia under 19                                                                | Qual. Europeo Under-19 2010                                                     | 1                                                                               |                                                                                 |
| 21-5-2010                                                                       | Karlovac                                                                        | Croazia under 19                                                                | 3 – 0                                                                           | Montenegro under 19                                                             | Qual. Europeo Under-19 2010                                                     | 1                                                                               | 90+2’                                                                           |
| 24-5-2010                                                                       | Zaprešić                                                                        | Croazia under 19                                                                | 1 – 0                                                                           | Scozia under 19                                                                 | Qual. Europeo Under-19 2010                                                     | -                                                                               | 90+2’                                                                           |
| 18-7-2010                                                                       | Bayeux                                                                          | Croazia under 19                                                                | 1 – 2                                                                           | Spagna under 19                                                                 | Europeo Under-19 2010                                                           | -                                                                               | 70’                                                                             |
| 24-7-2010                                                                       | Bayeux                                                                          | Portogallo under 19                                                             | 0 – 5                                                                           | Croazia under 19                                                                | Europeo Under-19 2010                                                           | -                                                                               | 31’                                                                             |
| Totale                                                                          |                                                                                 | Presenze                                                                        | 8                                                                               |                                                                                 | Reti                                                                            | 4                                                                               |                                                                                 |

| Cronologia completa delle presenze e delle reti in nazionale ― Croazia under 18 | Cronologia completa delle presenze e delle reti in nazionale ― Croazia under 18 | Cronologia completa delle presenze e delle reti in nazionale ― Croazia under 18 | Cronologia completa delle presenze e delle reti in nazionale ― Croazia under 18 | Cronologia completa delle presenze e delle reti in nazionale ― Croazia under 18 | Cronologia completa delle presenze e delle reti in nazionale ― Croazia under 18 | Cronologia completa delle presenze e delle reti in nazionale ― Croazia under 18 | Cronologia completa delle presenze e delle reti in nazionale ― Croazia under 18 |
| Data                                                                            | Città                                                                           | In casa                                                                         | Risultato                                                                       | Ospiti                                                                          | Competizione                                                                    | Reti                                                                            | Note                                                                            |
| ------------------------------------------------------------------------------- | ------------------------------------------------------------------------------- | ------------------------------------------------------------------------------- | ------------------------------------------------------------------------------- | ------------------------------------------------------------------------------- | ------------------------------------------------------------------------------- | ------------------------------------------------------------------------------- | ------------------------------------------------------------------------------- |
| 27-4-2009                                                                       | Považská Bystrica                                                               | Rep. Ceca under 18                                                              | 1 – 2                                                                           | Croazia under 18                                                                | Amichevole                                                                      | -                                                                               | 70’                                                                             |
| 28-4-2009                                                                       | Rybany                                                                          | Ucraina under 18                                                                | 0 – 0                                                                           | Croazia under 18                                                                | Amichevole                                                                      | -                                                                               | 70’                                                                             |
| 30-4-2009                                                                       | Kanianka                                                                        | Turchia under 18                                                                | 0 – 1                                                                           | Croazia under 18                                                                | Amichevole                                                                      | -                                                                               | 63’ 65’                                                                         |
| 1-5-2009                                                                        | Púchov                                                                          | Italia under 18                                                                 | 1 – 1                                                                           | Estonia under 18                                                                | Amichevole                                                                      | -                                                                               | 73’                                                                             |
| Totale                                                                          |                                                                                 | Presenze                                                                        | 4                                                                               |                                                                                 | Reti                                                                            | 0                                                                               |                                                                                 |

## Palmares

### Club

#### Competizioni nazionali
- Coppa di Croazia: 1

Hajduk Spalato: 2012-2013
- Coppa di Cipro: 2

Apollōn Limassol: 2015-2016, 2016-2017
- Supercoppa di Cipro: 2

Apollōn Limassol: 2016, 2017